# María del Carmen Jiménez Méndez
María del Carmen Jiménez Méndez (Ciudad de México, 5 de noviembre de 1928 — Chihuahua, 13 de marzo de 2015) fue una política mexicana, miembro del Partido Acción Nacional (PAN). Fue en dos ocasiones diputada federal.

## Biografía
Fue ingeniera química egresada de la Universidad Nacional Autónoma de México (UNAM), trasladó su residencia a la ciudad de Hidalgo del Parral, Chihuahua en donde ejerció como docente en el Instituto Tecnológico de Parral.
Miembro activo del PAN desde 1958. En las elecciones de 1970 fue candidata del PAN a senadora por Chihuahua junto con Octavio Corral Romero, no habiendo logrado el triunfo. Consejera nacional del partido de 1975 a 2001, integrante del comité ejecutivo nacional de 1978 a 1981.
En 1979 fue elegida por primera ocasión diputada federal por la vía de la representación proporcional a la LI Legislatura que concluyó en 1982. De 1983 a 1985 fue secretaria del Ayuntamiento de Parral presidido por Gustavo Villarreal Posada. Dejó el cargo para ser por segunda ocasión diputada federal por el mismo método de elección a la LIII Legislatura de 1985 a 1988.
En 2000 fue elegida senadora suplente por el estado de Chihuahua para las Legislaturas LVIII y LIX que concluyeron en 2006 y en las que era senador propietario Jeffrey Jones Jones, pero en las que nunca llegó a asumir el cargo.
Jiménez murió el 13 de marzo de 2015 a los 86 años de edad.